# Tianhan (100-97 av. J.-C.)
Pour les articles homonymes, voir Tianhan.
L'ère Tianhan, ou T’ien-han (100-97 av. J.-C.) (chinois traditionnel : 天漢 ; simplifié : 天汉 ; pinyin : Tiānhàn ; litt. « Ciel des Han ») est la huitième ère chinoise de l'empereur Wudi de la dynastie Han.
Lors de la quatrième année de Taichu (101 av. J.-C.), l'empereur Wudi vient à bout des Dayuan et reçoit leur tribut qui est constitué de plusieurs milliers de chevaux d'une qualité bien supérieure à ceux dont disposaient alors les Han. Wudi désire alors profiter des circonstances pour s'attaquer aux Xiongnu et marque sa décision en proclamant l'ère du « Ciel des Han ».

## Chronique

### 1reannée(100av. J.-C.)

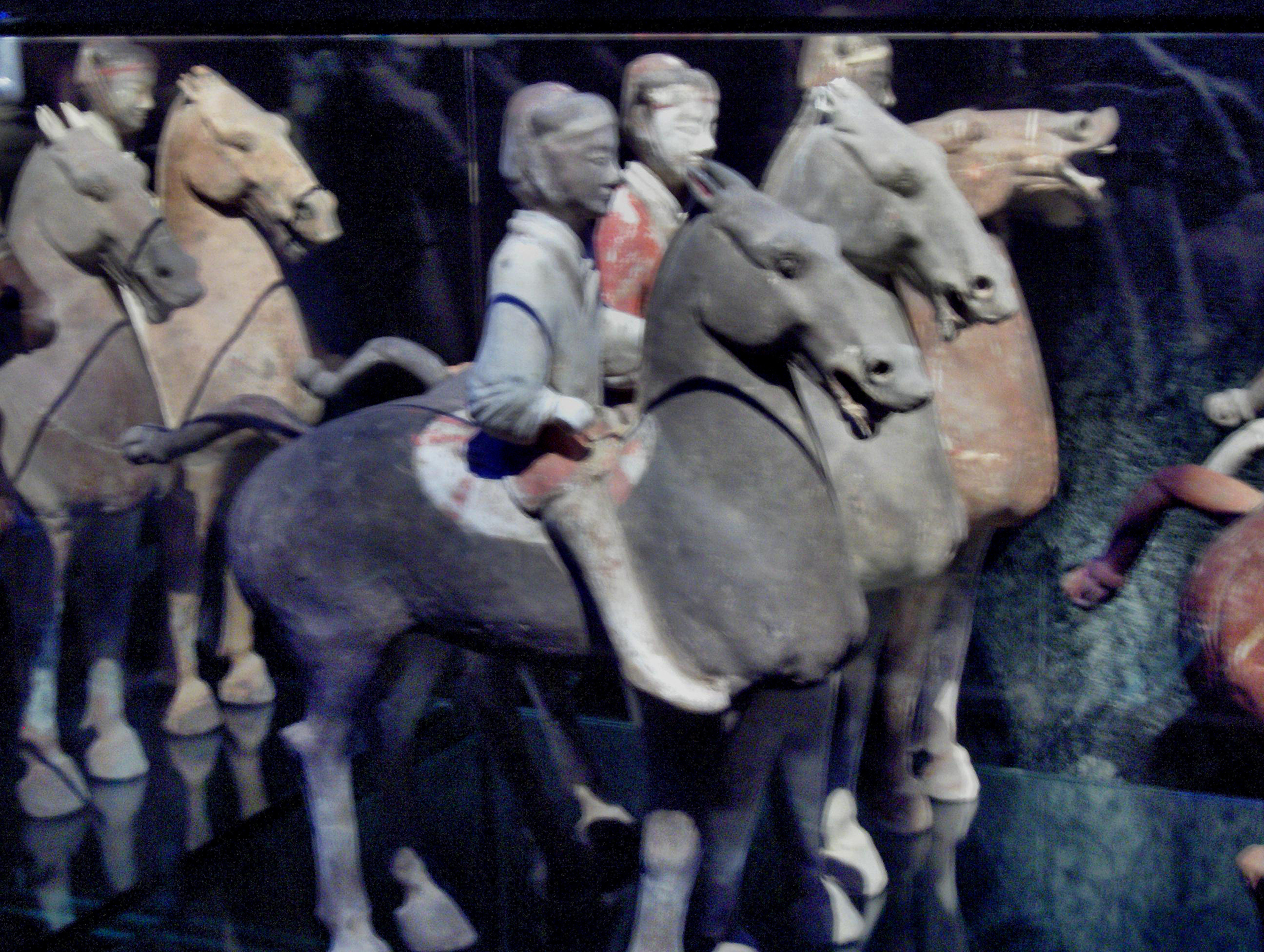
Troupe de cavaliers, terre cuite, époque des Han occidentaux.

- Wudi envoie Su Wu (en) en tant qu'ambassadeur auprès des Xiongnu. Le chanyu Qiedihou (en) veut le rallier à ses côtés en tant que conseiller et l'obliger à se rendre. Pour sauver sa dignité, Su Wu tente de se suicider avec son épée mais est sauvé in extremis par les médecins xiongnu. Refusant se joindre les Xiongnu malgré la torture, Su Wu est déporté au lac Baïkal.

### 2deannée(99av. J.-C.)
- Première expédition de Li Guangli (en) contre les Xiongnu.
- Li Ling perd une bataille contre les Xiongnu et est forcé de se rendre. À la Cour des Han il est accusé de trahison et l'historien Sima Qian est le seul à prendre sa défense. L'empereur Wudi prend cette défense comme une critique personnelle et condamne Sima Qian à être castré.

### 4eannée(97av. J.-C.)
- deuxième expédition de Li Guangli contre les Xiongnu.

| Tianhan                | 1re année     | 2de année    | 3e année     | 4e année     |
| ---------------------- | ------------- | ------------ | ------------ | ------------ |
| Calendrier julien      | 100 av. J.-C. | 99 av. J.-C. | 98 av. J.-C. | 97 av. J.-C. |
| Calendrier sexagésimal | Xinsi         | Renwu        | Guiwei       | Jiashen      |